# Yuki Abe (1989)
Yuki Abe (阿部 優 Abe Yuki?, nacido el 16 de septiembre de 1989 en Tokio) es un exfutbolista japonés. Jugaba de delantero y su último club fue el Grulla Morioka de Japón.

## Trayectoria

### Clubes
| Club           | País  | Año         |
| -------------- | ----- | ----------- |
| FC Kariya      | Japón | 2012        |
| Saurcos Fukui  | Japón | 2013 - 2014 |
| Grulla Morioka | Japón | 2015        |

## Estadística de carrera

### J. League
| Club           | Año   | J. League | J. League | Copa J. League | Copa J. League | Total | Total |
| Club           | Año   | Part.     | Goles     | Part.          | Goles          | Part. | Goles |
| -------------- | ----- | --------- | --------- | -------------- | -------------- | ----- | ----- |
| Grulla Morioka | 2015  | 3         | 0         | -              | -              | 3     | 0     |
| Total          | Total | 3         | 0         | 0              | 0              | 3     | 0     |